# Biscayne Park
Biscayne Park is een plaats (village) in de Amerikaanse staat Florida en valt bestuurlijk gezien onder Miami-Dade County.

## Demografie
Bij de volkstelling in 2000 werd het aantal inwoners vastgesteld op 3269.
In 2006 is het aantal inwoners door het United States Census Bureau geschat op 3075, een daling van 194 (-5,9%).

## Geografie
Volgens het United States Census Bureau beslaat de plaats een oppervlakte van
1,6 km², geheel bestaande uit land.

## Plaatsen in de nabije omgeving
De onderstaande figuur toont nabijgelegen plaatsen in een straal van 8 km rond Biscayne Park.